# Aitona
Aitona – gmina w Hiszpanii, w prowincji Lleida, w Katalonii, o powierzchni 67,3 km². W 2011 roku gmina liczyła 2419 mieszkańców.